# أسمير إكانوفيتش
أسمير إكانوفيتش هو لاعب كرة قدم بوسني في مركز الدفاع، ولد في 30 أبريل 1976 في جمهورية يوغوسلافيا الاشتراكية الاتحادية. شارك مع منتخب البوسنة والهرسك لكرة القدم. أما مع النوادي، فقد لعب مع نادي سيليك زينيكا.

## وصلات خارجية
- أسمير إكانوفيتش على موقع الاتحاد الدولي (مؤرشف)  (الإنجليزية)
- أسمير إكانوفيتش على موقع قاعدة بيانات كرة القدم.إي يو (الإنجليزية)
- أسمير إكانوفيتش على موقع ناشيونال فوتبول تيمز (الإنجليزية)
- أسمير إكانوفيتش على موقع عالم كرة القدم.نت (الإنجليزية)